# Louis d'Estrades
Pour les articles homonymes, voir D'Estrades.
Le marquis Louis d'Estrades est un noble français, né entre 1637 et 1642. Il succède à son père comme maire perpétuel de Bordeaux en 1675 et occupe cette charge jusqu'à sa mort le 10 février 1711.

## Biographie
Louis d'Estrades est le fils aîné du comte Godefroi d'Estrades et de sa première épouse Marie de Lallier. Il nait entre 1637 et 1642.
Il est maître de camp de cavalerie.
Il hérite les titres et charges confiés à son père par Louis XIV avec survivance : gouverneur de Gravelines et de Dunkerque, maire perpétuel de Bordeaux.
Il épouse successivement :
- Charlotte-Thérèse de Runes, morte en 1682 ;
- Marie-Anne Blouyn, morte en 1717.

Louis d'Estrade meurt à Bazemont le 10 février 1711, léguant ses charges à son fils Louis-Godefroy d'Estrades.

## Mandature
Son passage est très discret, puisqu'il ne réside pas à Bordeaux. Une charge de lieutenant de maire est créée pour pallier son absence, qui est confiée au sieur de Ségur-Cabanac. Être maire de Bordeaux est devenue une charge lucrative, et les rares actions du marquis consistent à faire exécuter les décisions de la couronne plutôt qu'à agir dans l'intérêt de la ville.
Inexistant pendant les violentes révoltes de 1675 et la reprise en main brutale par le roi qui s'ensuit, Louis d'Estrades doit en 1691 mettre — contre loyer — son logement de fonction, la mairerie, à disposition du gouverneur de Guyenne nommé par Louis XIV.